# Christiansholm
Christiansholm (plattdt.: Chrischansholm, Krischansholm) ist eine Gemeinde in der Eider-Treene-Niederung im Kreis Rendsburg-Eckernförde in Schleswig-Holstein und grenzt an das Königsmoor und das Naturschutzgebiet Hohner See.

## Geografie und Verkehr
Christiansholm liegt etwa 20 km westlich von Rendsburg an der Bundesstraße 202 nach Eiderstedt sowie an der stillgelegten Bahnstrecke Husum–Erfde–Rendsburg.

## Geschichte
Der Ort wurde 1762 im Rahmen der Geestkolonisation gegründet und nach Christian VII. von Dänemark, dem damaligen Kronprinzen, benannt. Das südlich benachbarte Friedrichsholm trägt den Namen von Christians Vater, König Friedrich V.
Meggerholm, ursprünglich ein Teil von Christiansholm und auch heute noch wirtschaftlich und gemeinschaftlich ein Teil des Dorfs, gehört heute zur Gemeinde Meggerdorf im Kreis Schleswig-Flensburg.

## Politik

### Gemeindevertretung
Bei der Kommunalwahl am 14. Mai 2023 wurden insgesamt neun Sitze vergeben. Diese fielen erneut alle an die Allgemeine Kommunale Wählergemeinschaft Christiansholm. Die Wahlbeteiligung betrug 52,7 %.

### Wappen
Blasonierung: „In Grün ein goldener rechter Bogenpfahl, rechts begleitet von einem goldenen Torfmesser und links von einer goldenen Bügelkrone.“

## Wirtschaft
Das Gemeindegebiet ist überwiegend landwirtschaftlich geprägt.